# Vindelälven

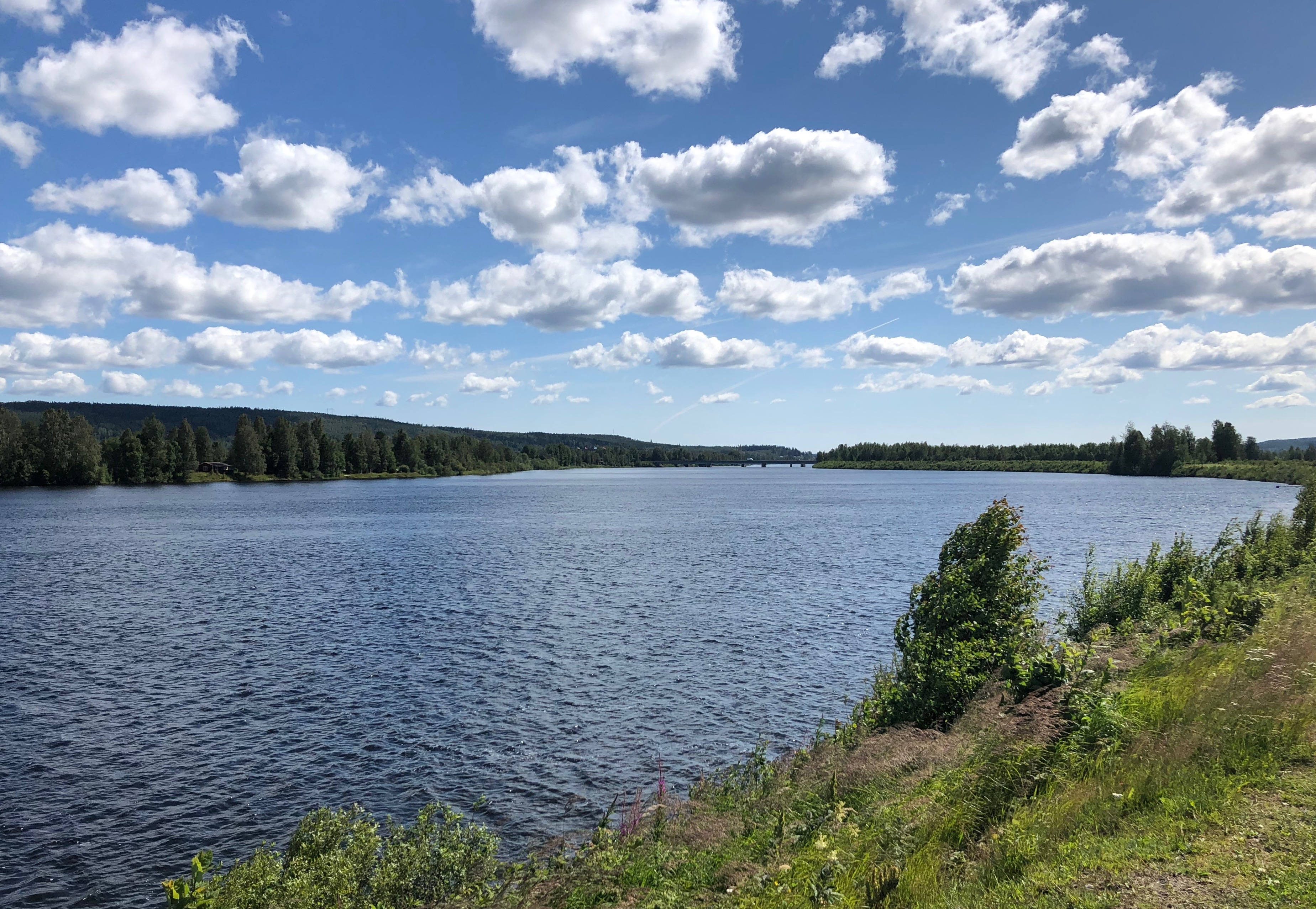
Umeälvsbron (E12/Blå vägen) vid Vännäsby, sedd från Västra Spöland, strax innan utflödet i Umeälven.

Vindelälven (samiska: Vyöddaleiednuo i nedre delen och Viddulejiennuo i övre delen) är en älv i södra Lappland och södra Västerbotten (Västerbottens län) samt ett biosfärområde kallat Vindelälven-Juhtatdahka. Vindelälven är 453 km lång med ett avrinningsområde på 12 650 km². Uppströms Ammarnäs kallas den ofta Vindelån. Vindelälven är ett biflöde till Umeälven men är vid sammanflödet med Umeälven nästan lika bred som denna. Vindelälven är därmed Sveriges största biflod. Medelvattenföringen vid mynningen är 190 m³/s. 
Vindelälven rinner upp nära gränsen mot Norge i västra delen av Arjeplogs kommun, rinner mot sydost genom hela Sorsele kommun, inklusive sjön Storvindeln, passerar Vindelns kommun och en liten flik av Umeå kommun, och rinner slutligen i Vännäs kommun för att mynna i Umeälven strax öster om Vännäsby, blott 25 km från havet. Noterbara orter som älven passerar är (från fjällen och nedåt) Ammarnäs, Sorsele, Rusksele, Åmsele och Vindeln. Vindelälvens största biflöde är Laisälven 57 m³/s av ovannämnda flöde som ligger inom Arjeplogs kommun och har sina källor vid Nasafjäll på gränsen till Norge.

## Oreglerad nationalälv
År 1993 utsåg riksdagen de fyra återstående oreglerade Norrlandsälvarna – Vindelälven, Piteälven, Kalixälven och Torneälven – till nationalälvar. Vindelälven är dock påverkad av vattenkraftsutbyggnaden i Stornorrfors, som förhindrar havslevande arter att naturligt vandra upp till lekplatser i Vindelälven. Lax- och havsöringslek möjliggörs med hjälp av en laxtrappa som byggts i nämnda vattenkraftverk.  
Vindelälven har över året en vattenståndsvariation på upp till 8 meter, mest av landets älvar. Den oreglerade älvens vårflod kan också vara betydligt större än den reglerade Umeälvens. 
Vindelälven är också av riksintresse för kulturmiljövården. Längs älven löper turistvägen Vindelälvsvägen.
19 juni 2019 utsåg Unesco, FN:s organ för utbildning, vetenskap och kultur, Vindelälven-Juhtátdahka med omnejd – totalt 1,3 miljoner hektar – till biosfärområde.

## Etymologi
Älvens namn var tidigare Vindeln, ursprungligen troligen Vinda eller Venda. Namnet har sannolikt att göra med ett verb som betyder "vända", "vrida" eller "slingra" och bör därmed syfta på någon tydligt slingrande del av älven.

## Fisket i Vindelälven
Tack vare laxtrappan vid vattenkraftverket i Stornorrfors i Umeälven kan såväl lax som havsöring vandra upp i Vindelälven för lek. De miljöåterställningar som pågått sedan början av 2000-talet – bland annat byggdes laxtrappan 2010 ut och förlängdes till 300 meter – följs upp av forskare från Sveriges lantbruksuniversitet och Umeå universitet, bland annat i återställningsprojektet Vindel River Life.

## Striden om Vindelälven
Vindelälven har setts som ett åtråvärt objekt av kraftindustrin och ingick från år 1962 bland Statens Vattenfallsverks planerade projekt. I april 1970 beslutade dock regeringen Palme att Vindelälven inte skulle byggas ut. Detta trots att vattendomstolen och de stora naturskyddsorganisationerna hade accepterat en exploatering. Under större delen av 1960-talet stöddes utbyggnadsplanerna också av en majoritet i riksdagen. Även länsstyrelsen i Västerbotten, berörda kommuner och de flesta berörda byar hade på sina möten ställt sig bakom en utbyggnad.
Det som satte käppar i hjulet hade i stället sitt ursprung i de lokala protester som år 1962 utbröt bland delar av befolkningen längs älven och dess tillflöden. Bland annat skulle byn Adolfström som ligger i största biflödet Laisälven inom Arjeplogs kommun hamna på 38 meters djup i ett regleringsmagasin. Protesterna spred sig även till andra delar av landet och samlade företrädare för naturvården, hembygdsrörelsen, turistbranschen, samerna, sportfiskarna och senare även enskilda forskare. Älvräddarna fick även stöd av riksdagens borgerliga minoritet och en del socialdemokrater, så regeringen kunde inte längre påräkna ett tillräckligt stöd för en exploatering. Detta trots att riksdagen tidigare ställt sig bakom Freden i Sarek - en överenskommelse från år 1961 mellan kraftindustrin och företrädare för naturvården där man listade vilka vattenkraftsutbyggnader som skulle få komma till stånd, och där bland annat Vindelälven ingick.
Anledningen till den politiska omsvängningen berodde också på att man nu såg ett framtidshopp i kärnkraften, där ett enda kraftverk skulle kunna producera tio gånger mer el än hela Vindelälvens kapacitet. Det då låga oljepriset gjorde även oljekraftverk intressanta. En annan viktig anledning till politikernas entusiasm för vattenkraften stod att finna i den sysselsättning som utbyggnaden gav åt många människor. Efter denna seger för dem som ville rädda Vindelälven kom vattenkraftsutbyggnaden i Sverige att ifrågasättas allt starkare och en lokal protestgrupp bildades för nästan varje nytt vattenkraftsprojekt. Slaget om Vindelälven kom också att bli en vändpunkt i den politiska hänsynen till den svenska vattenkraftens miljöaspekter.

### Evert Taube och Vindelälven
Evert Taube var en av de som engagerade sig i kampen för att bevara Vindelälven, och sände 1967 ett öppet telegram till statsminister Tage Erlander med följande avslutning:
| ” | Om detta får ske då skall djävulen och icke jag vara svensk. Då flyr jag från detta land för att aldrig hit återkomma vare sig levande eller död och det är icke i vredesmod men i djupaste sorg över att Sverige som jag älskat och besjungit och som ännu i min ungdom var en uppenbarelse av kristallklara floder, kristallklara hav, ett land med en bygdekultur i älvdalarna lika uråldrig och levande som de isländska sagorna - i den djupaste sorg över att detta vårt land nedsmutsats och härjats intill det för djur och människor olidliga. | „ |

Debatten om Vindelälven gjorde sig påmind i många sammanhang, till exempel vid Sveriges juniorhandelskammares nationalkongress i Umeå 1967, där varje deltagare fick en numrerad flaska med "oreglerat Vindelälvsvatten". Flaskorna nummer 1 och 2 var dock reserverade för Evert Taube och generaldirektör Erik Grafström, där Taube var en entusiastisk förkämpe för en oreglerad Vindelälv, medan Grafström som generaldirektör för Statens Vattenfallsverk arbetade för en utbyggnad.

## Forsar i Vindelälven

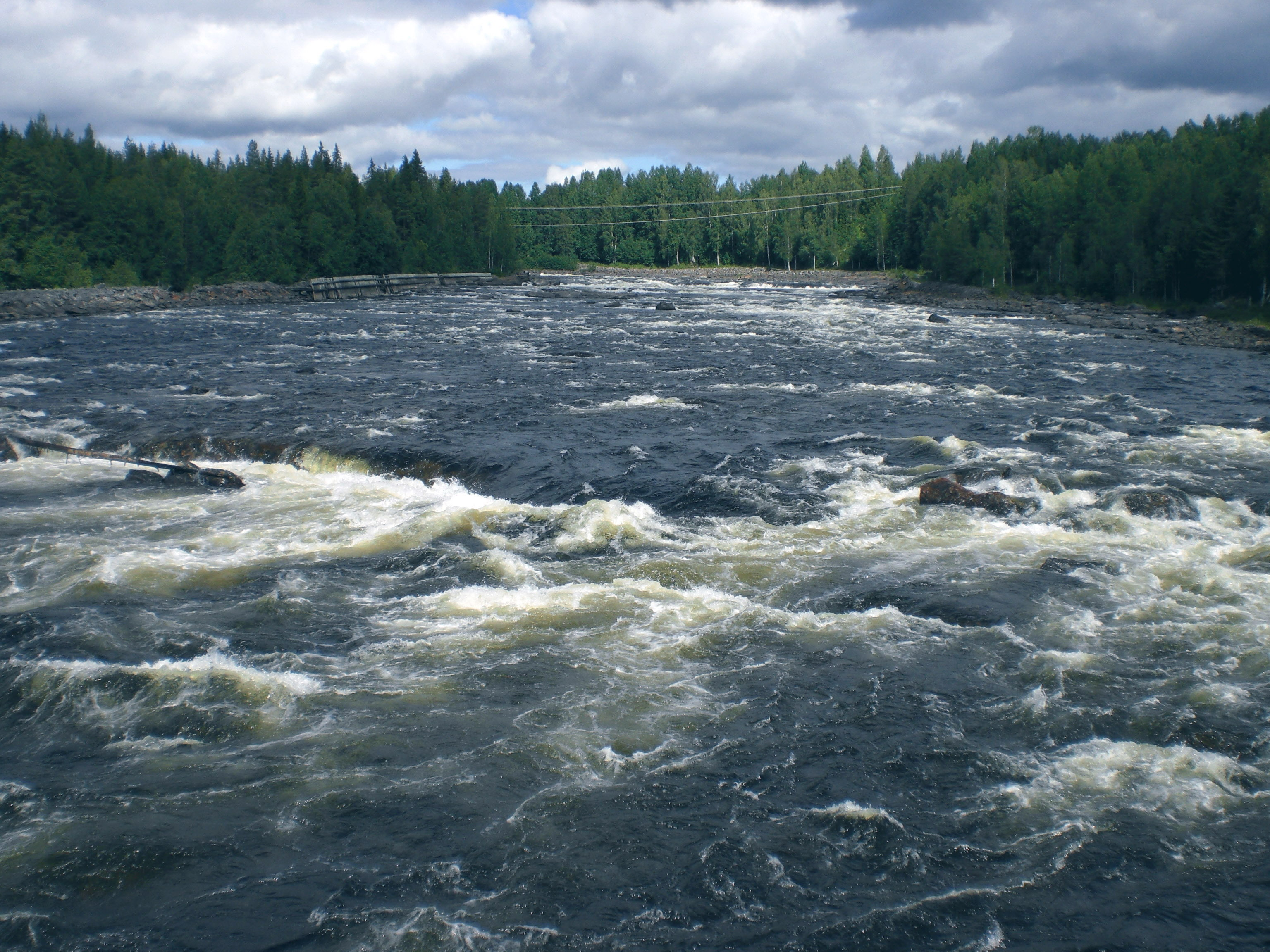
Renforsen i Vindelälven

I Vindelälven finns följande forsar från sammanflödet med Umeälven och vidare uppströms till Storvindeln:

### Vännäs socken
- Vännforsen
- Långforsen
- Lillforsen
- Selforsen

### Umeå socken
- Holmforsen

### Degerfors socken

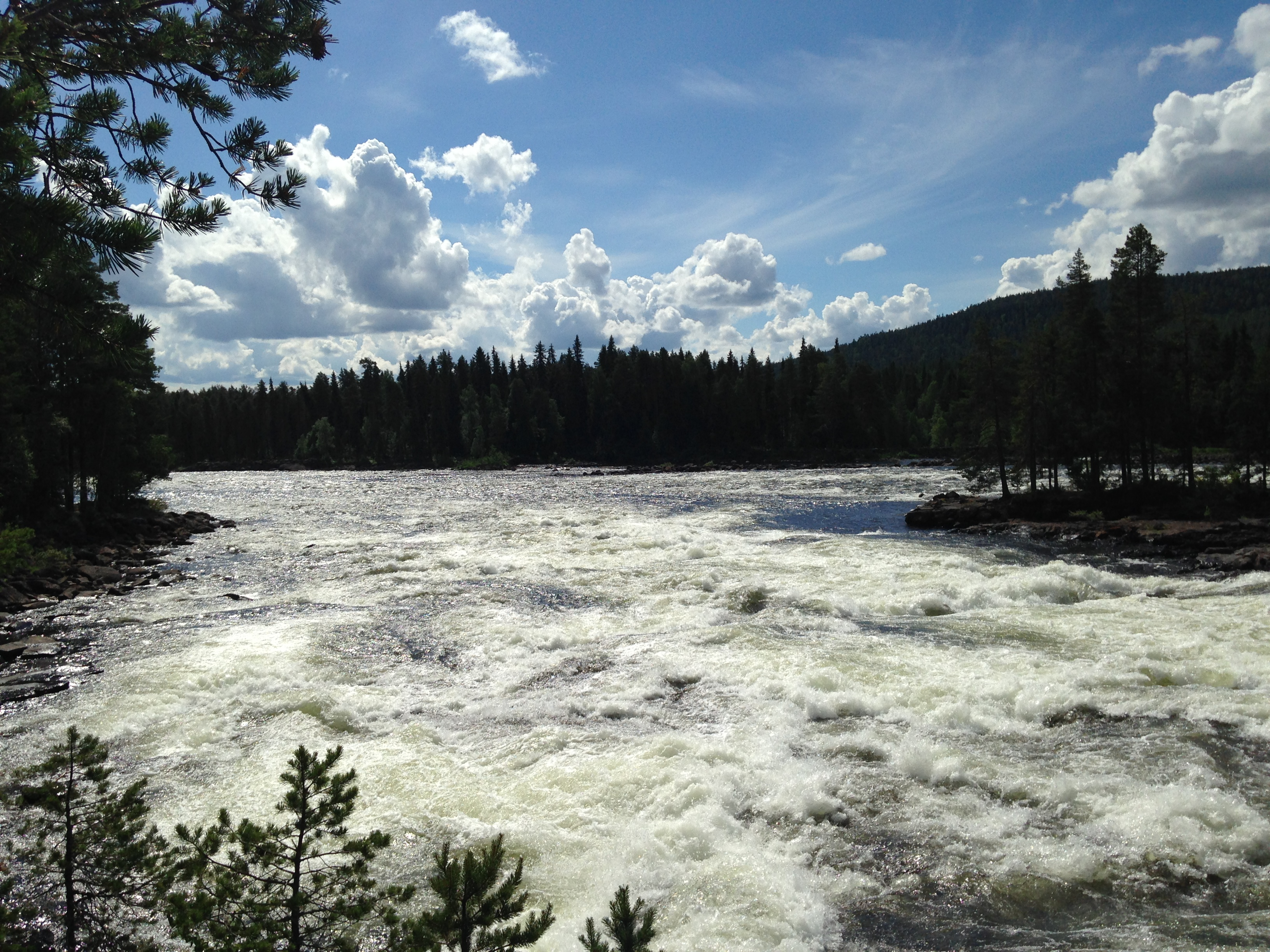
Mårdseleforsen

- Ålidstryckan
- Nyåkersforsen
- Kvarnforsen
- Hemseleforsen
- Degerforsen
- Renforsen
- Hjuksforsen
- Stryckforsen
- Bäckerforsen
- Ekorrstruckan
- Nedre Trollforsen
- Övre Trollforsen
- Bjurselsforsen
- Bastuforsen
- Mårdseleforsen

### Lycksele socken
- Sikseleforsen
- Forsholmsstruckan
- Stryckforsen
- Grundforsen
- Vormseleforsen
- Linaforsen
- Kittelforsen
- Grundforsen
- Storforsen
- Storgräsforsen
- Djupselsforsen
- Ståselsforsen

### Sorsele socken
- Holmforsen

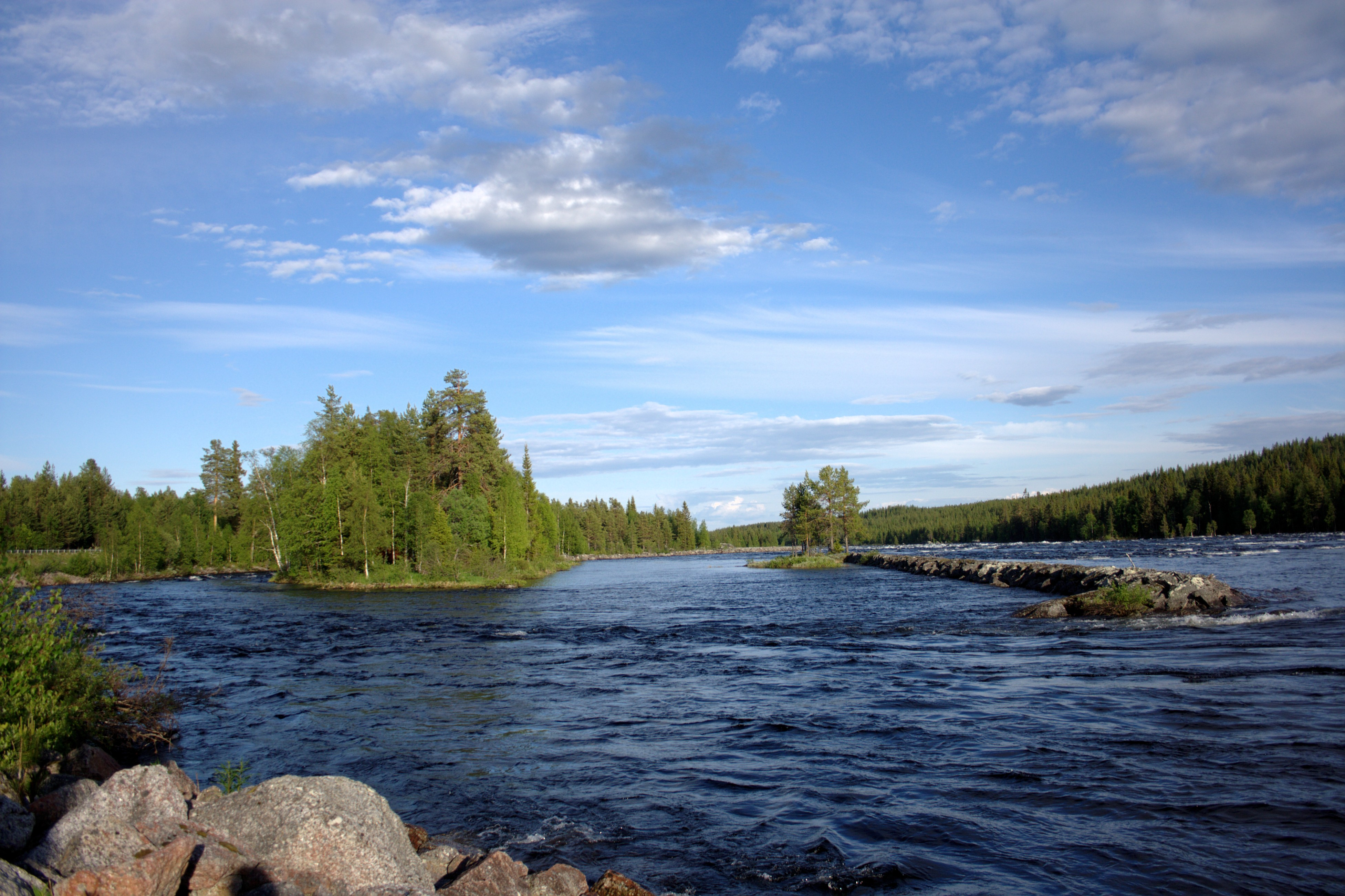
Beukaforsen med en rösmur från 1954 till höger i bilden.

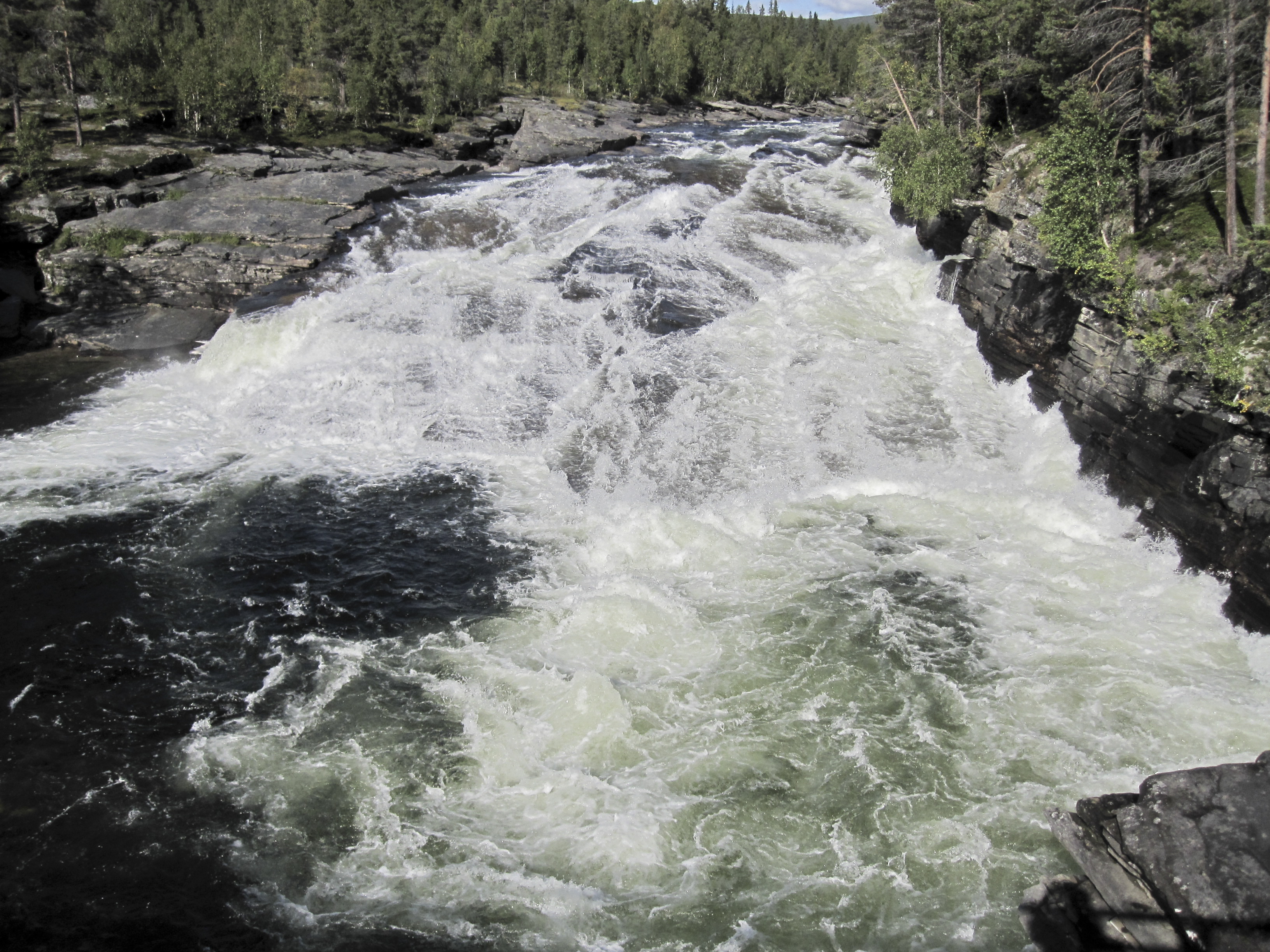
Vindelåforsen vid Ammarnäs

- Beukaforsen (65°15′7″N 18°5′17″Ö / 65.25194°N 18.08806°Ö). Här finns en välbesökt rastplats med toalett längs länsväg 363. Fisket förvaltas av Gargnäs-Råstrands FVO. Vid Beukaforsen finns även flera kvarlämningar sedan flottningens tid, så kallade stenkistor som ledde timmer vidare längs älven.
- Gargåforsen
- Råstrandsforsen
- Torviksforsen
- Krokforsen
- Långforsen
- Malåforsen
- Lillselsforsen
- Sandseleforsen
- Vatjoforsen
- Tjergeforsen
- Brudforsen
- Bortiforsen
- Stensundsforsen
- Bräskaforsen
- Jillesnåleforsen
- Sandselforsen
- Dunderforsen
- Blekselforsen
- Kraddseleforsen
- Grundforsen
- Järnforsen
- Sjöforsen
- Vindelåforsen
- Övre Vitnjulforsen
- Mankeforsen
- Vindelkroken

## Galleri

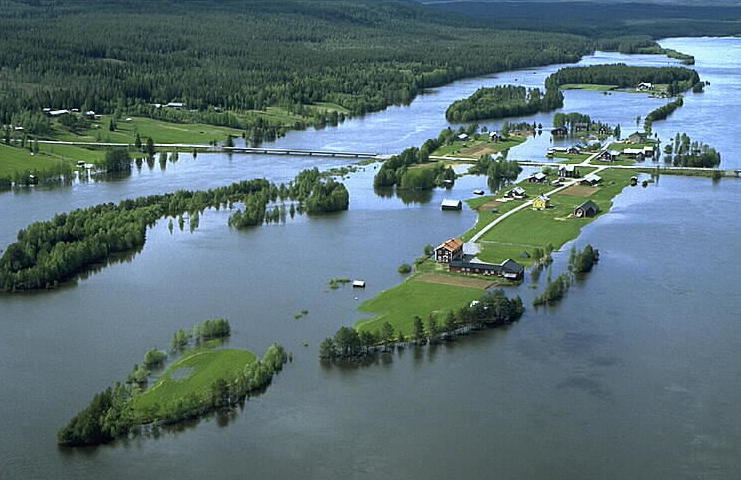
Vindelgransele under översvämningarna i Vindelälven i juni 1995. Från ”Översvämningar i Sverige 1901–2010”. MSB. januari 2012. https://www.msb.se/RibData/Filer/pdf/26098.pdf. Läst 19 oktober 2017.